# Comuna Tigveni, Argeș
Tigveni este o comună în județul Argeș, Muntenia, România, formată din satele Bădislava, Bălilești, Bălteni, Bârseștii de Jos, Bârseștii de Sus, Blaju, Tigveni (reședința) și Vlădești.

## Așezare
Comuna se află în marginea nord-vestică a județului, la limita cu județul Vâlcea, pe malurile Topologului. Este străbătută de șoseaua națională DN73C, care leagă Curtea de Argeș de Râmnicu Vâlcea. La Tigveni, începe o porțiune comună a acestui drum cu șoseaua județeană DJ678A, care duce spre nord la Cepari și Șuici, iar spre sud, din DN73A de la Ciofrângeni duce la Poienarii de Argeș, Morărești (unde se intersectează cu DN7), apoi în județul Vâlcea la Milcoiu, Nicolae Bălcescu și Galicea.

## Istorie
La sfârșitul secolului al XIX-lea, comuna era reședința plășii Topologul a județului Argeș și era formată din satele Bălilești, Bălteni, Blaju și Tigveni, având în total 740 de locuitori. În comună funcționau patru biserici și o școală. Satele Bârseștii de Jos, Bârseștii de Sus și Vlădeni făceau pe atunci parte din comuna Cepari-Bârsești. Anuarul Socec din 1925 consemnează comuna ca reședință a aceleiași plăși, având aceeași alcătuire și o populație de 980 de locuitori. Aceeași sursă demonstrează separarea satelor Bârseștii de Jos, Bârseștii de Sus și Vlădeni de comuna Cepari-Bârsești și formarea comunei Bârsești, cu reședința la Bârseștii de Jos. Această comună avea 1451 de locuitori. Comuna Bârsești a fost desființată în 1931, satele ei fiind alipite comunei Tigveni.
În 1950, comuna Tigveni a fost transferată raionului Curtea de Argeș din regiunea Argeș. În 1968, a revenit la județul Argeș, reînființat.

## Monumente istorice

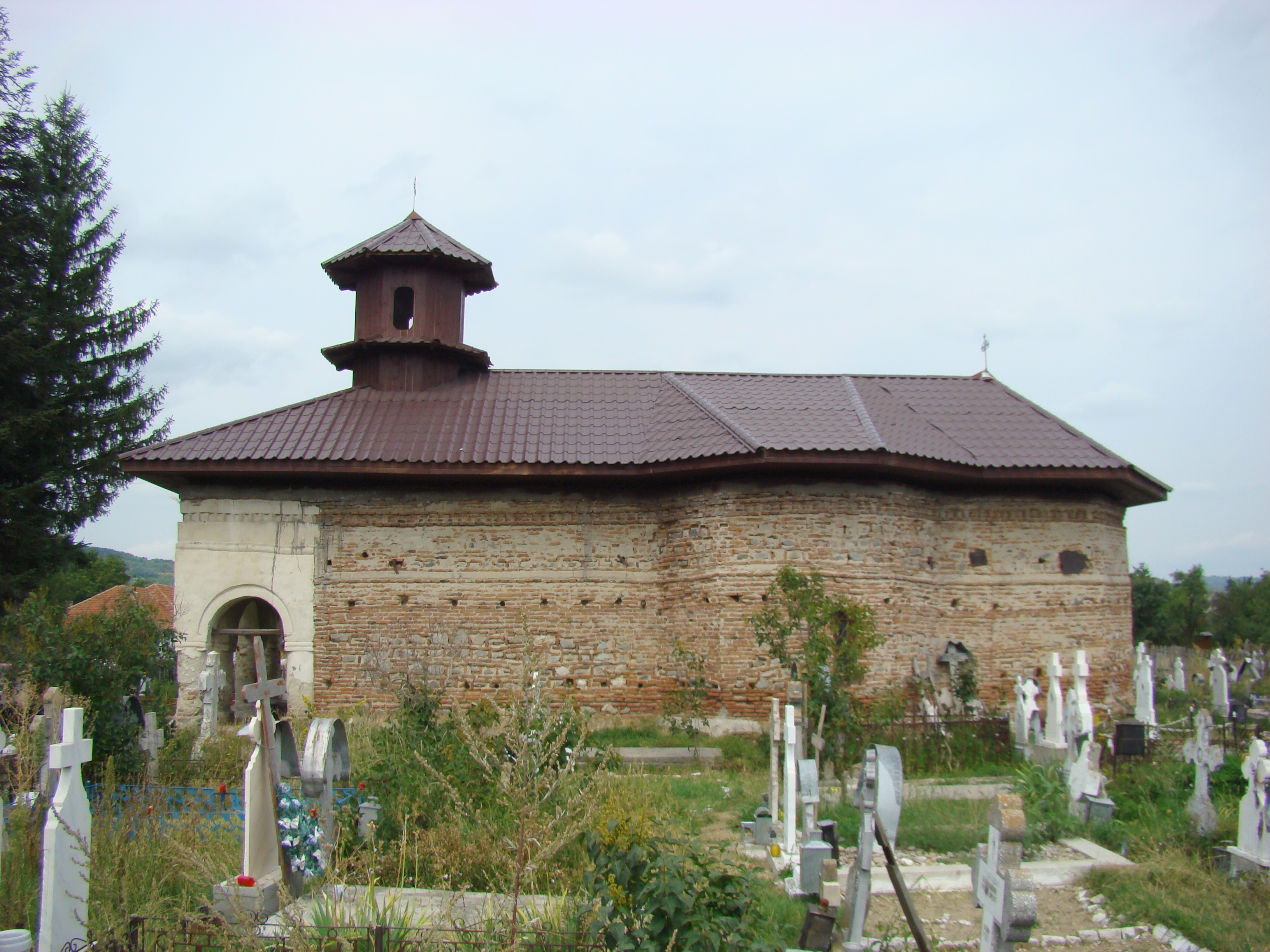
Capela Băltenilor, monument istoric

În comuna Tigveni se află două monumente istorice de interes național. Unul este clasificat ca sit arheologic: o necropolă tumulară de incinerație (perioada Hallstatt târzie) găsită la fostul CAP între Bălteni și Tigveni. Altul este monumentul istoric de arhitectură reprezentat de ansamblul conacului Teodor Brătianu (secolul al XVIII-lea) din Tigveni — ansamblu alcătuit din conacul Teodor Brătianu, anexe, grajduri și zidul de incintă (sec. XVIII) și în care astăzi funcționează școala ajutătoare.
În rest, alte cinci obiective din comună sunt incluse în lista monumentelor istorice din județul Argeș ca monumente de interes local, toate clasificate ca monumente istorice de arhitectură: biserica „Sfinții Voievozi” (capela Băltenilor; 1816) din satul Bălteni, biserica „Sfântul Nicolae” și „Sfântul Dumitru” (1884) din Bârseștii de Jos, ruinele bisericii „Sfinții Voievozi” (sfârșitul secolului al XVIII-lea) din cadrul complexului conacului Teodor Brătianu, complexul Gabriel Marinescu (1939) și casa Elisabeta Stanciu (1938), ultimele trei din satul Tigveni.

## Demografie
Componența etnică a comunei Tigveni
     Români (79,26%)
     Romi (11,42%)
     Alte etnii (0,03%)
     Necunoscută (9,29%)
Componența confesională a comunei Tigveni
     Ortodocși (81,08%)
     Penticostali (8,29%)
     Alte religii (0,5%)
     Necunoscută (10,13%)
Conform recensământului efectuat în 2021, populația comunei Tigveni se ridică la 3.197 de locuitori, în scădere față de recensământul anterior din 2011, când fuseseră înregistrați 3.444 de locuitori. Majoritatea locuitorilor sunt români (79,26%), cu o minoritate de romi (11,42%), iar pentru 9,29% nu se cunoaște apartenența etnică. Din punct de vedere confesional, majoritatea locuitorilor sunt ortodocși (81,08%), cu o minoritate de penticostali (8,29%), iar pentru 10,13% nu se cunoaște apartenența confesională.

## Politică și administrație
Comuna Tigveni este administrată de un primar și un consiliu local compus din 13 consilieri. Primarul, Florina-Ramona Smeu[*], de la Partidul Național Liberal, este în funcție din 1 noiembrie 2024. Începând cu alegerile locale din 2024, consiliul local are următoarea componență pe partide politice:
|  | Partid                          | Consilieri | Componența Consiliului | Componența Consiliului | Componența Consiliului | Componența Consiliului | Componența Consiliului | Componența Consiliului |
|  | ------------------------------- | ---------- | ---------------------- | ---------------------- | ---------------------- | ---------------------- | ---------------------- | ---------------------- |
|  | Partidul Social Democrat        | 6          |                        |                        |                        |                        |                        |                        |
|  | Partidul Național Liberal       | 5          |                        |                        |                        |                        |                        |                        |
|  | Alianța pentru Unirea Românilor | 1          |                        |                        |                        |                        |                        |                        |
|  | Partidul S.O.S. România         | 1          |                        |                        |                        |                        |                        |                        |

## Personalități
- Nicolae Marinescu  (n. 2 septembrie 1884 – d. 28 aprilie 1963) a fost un medic, general

## Galerie de imagini

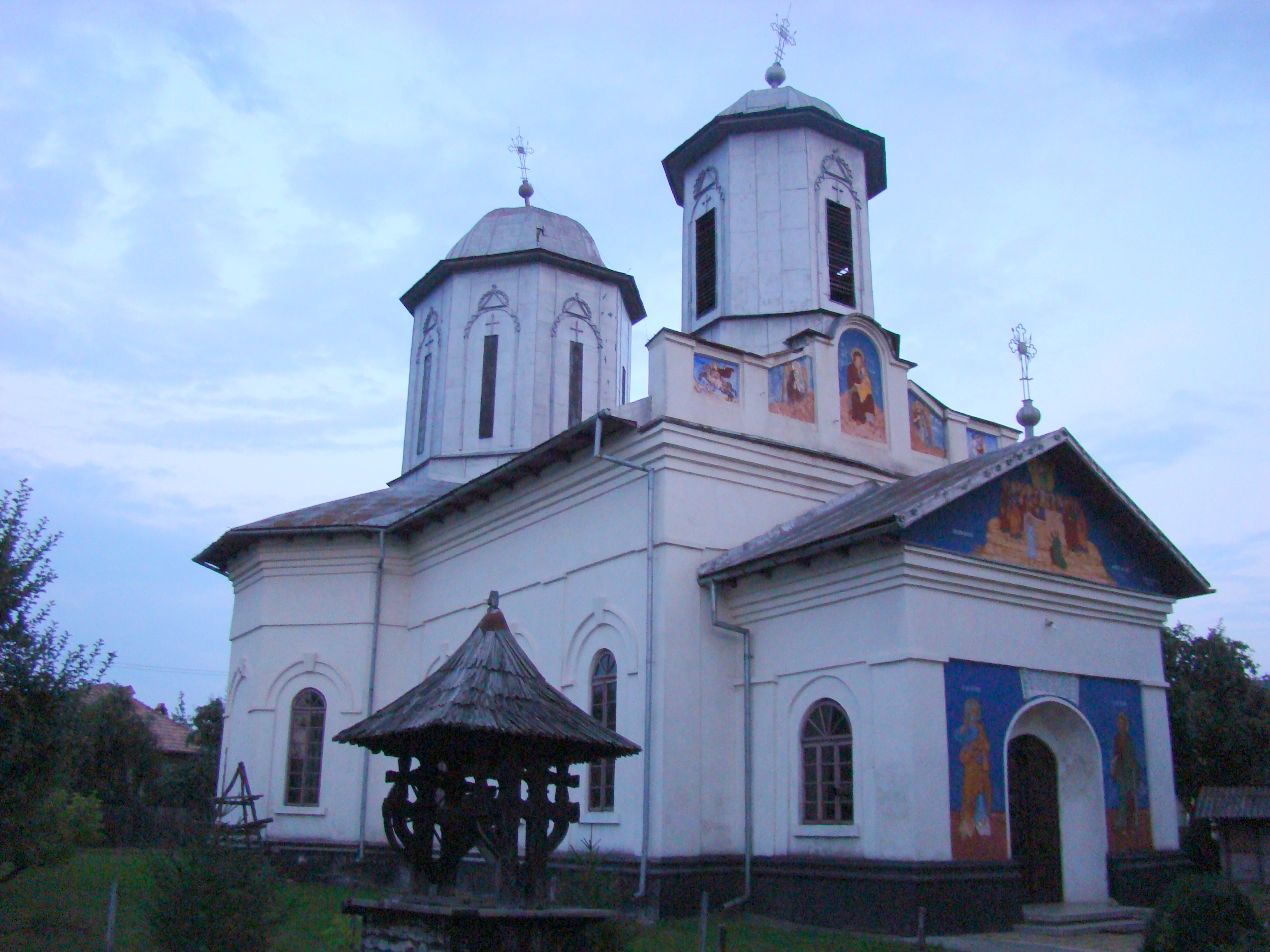
Biserica „Adormirea Maicii Domnului”
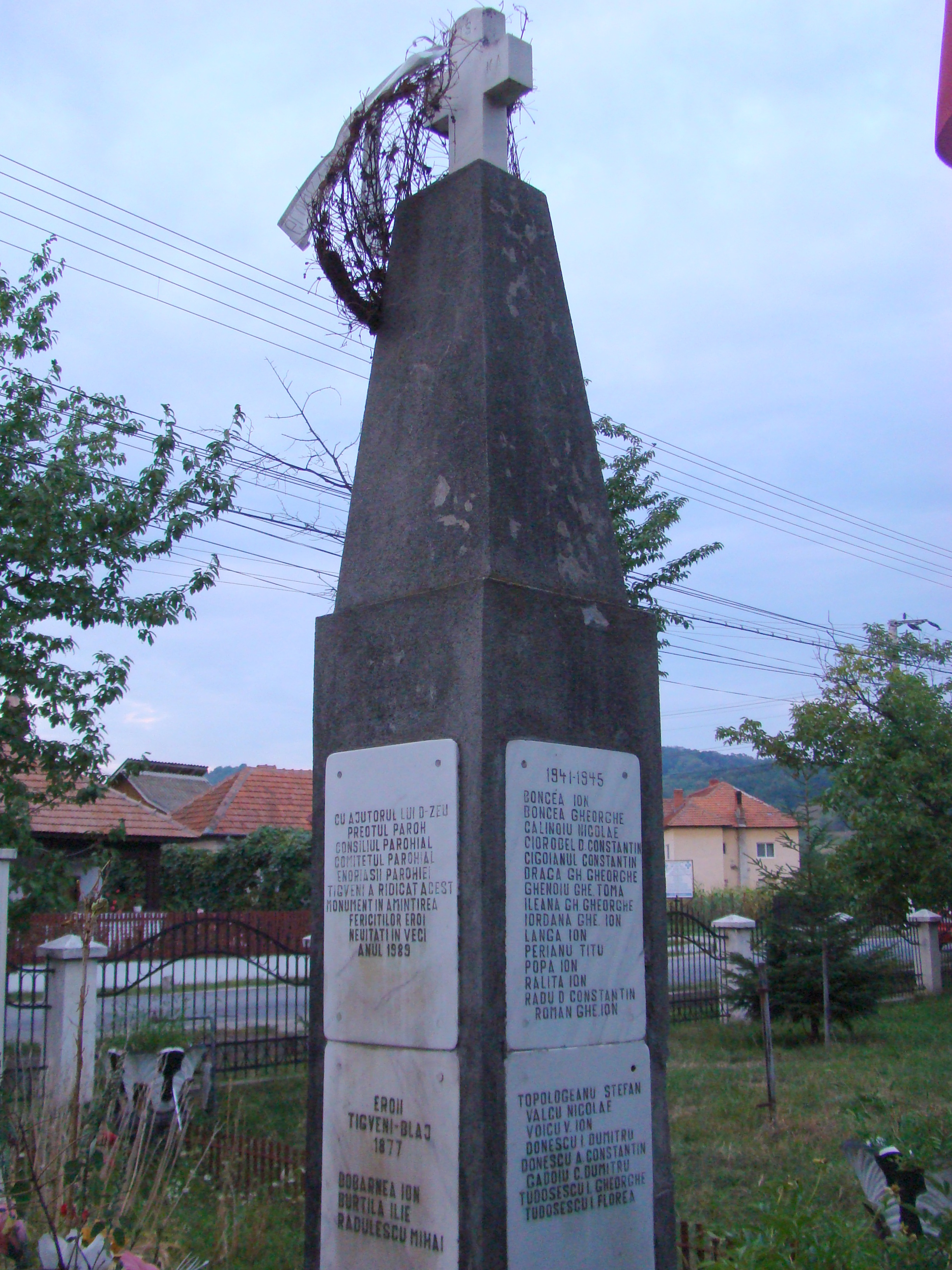
Monumentul Eroilor
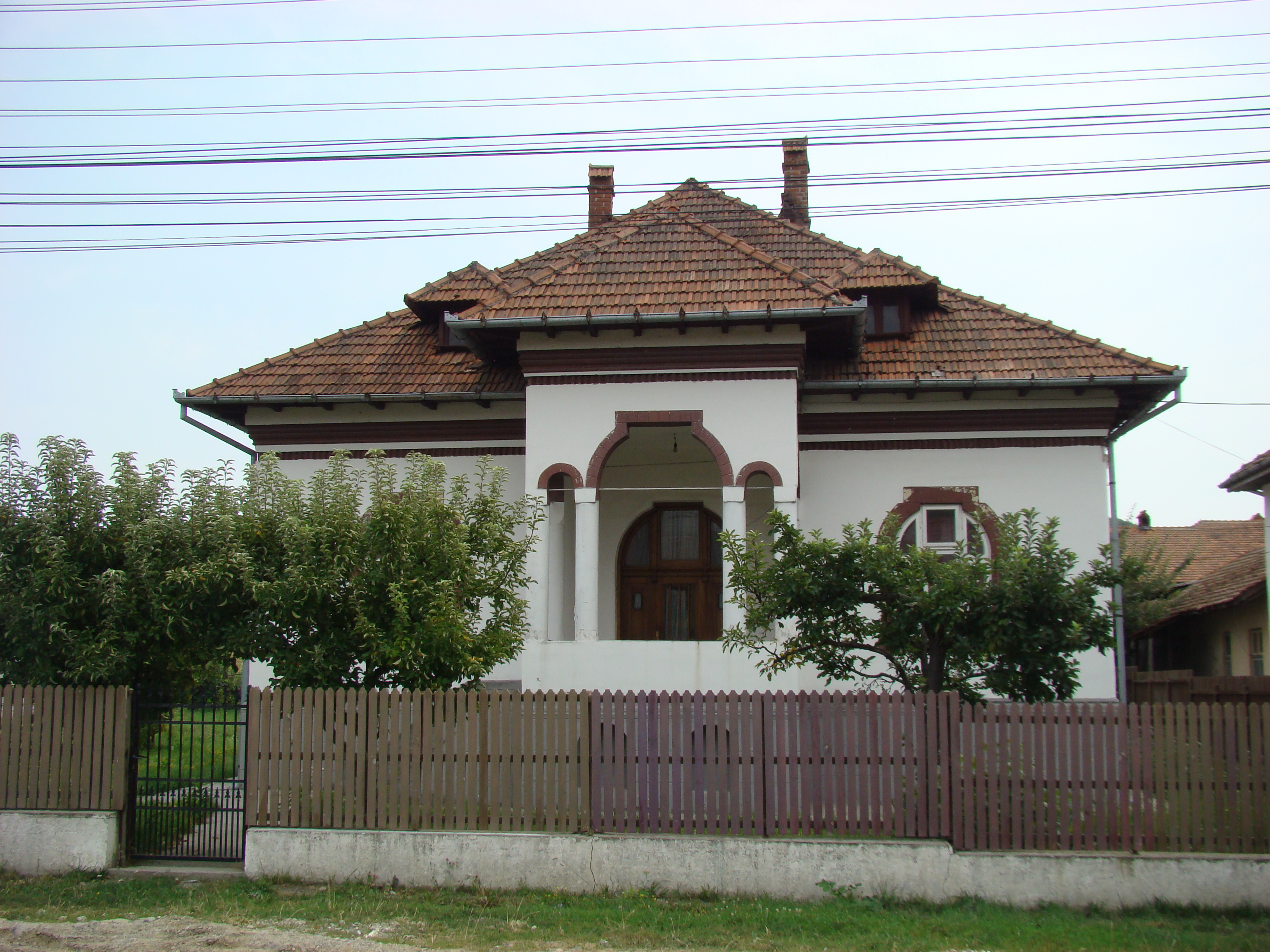
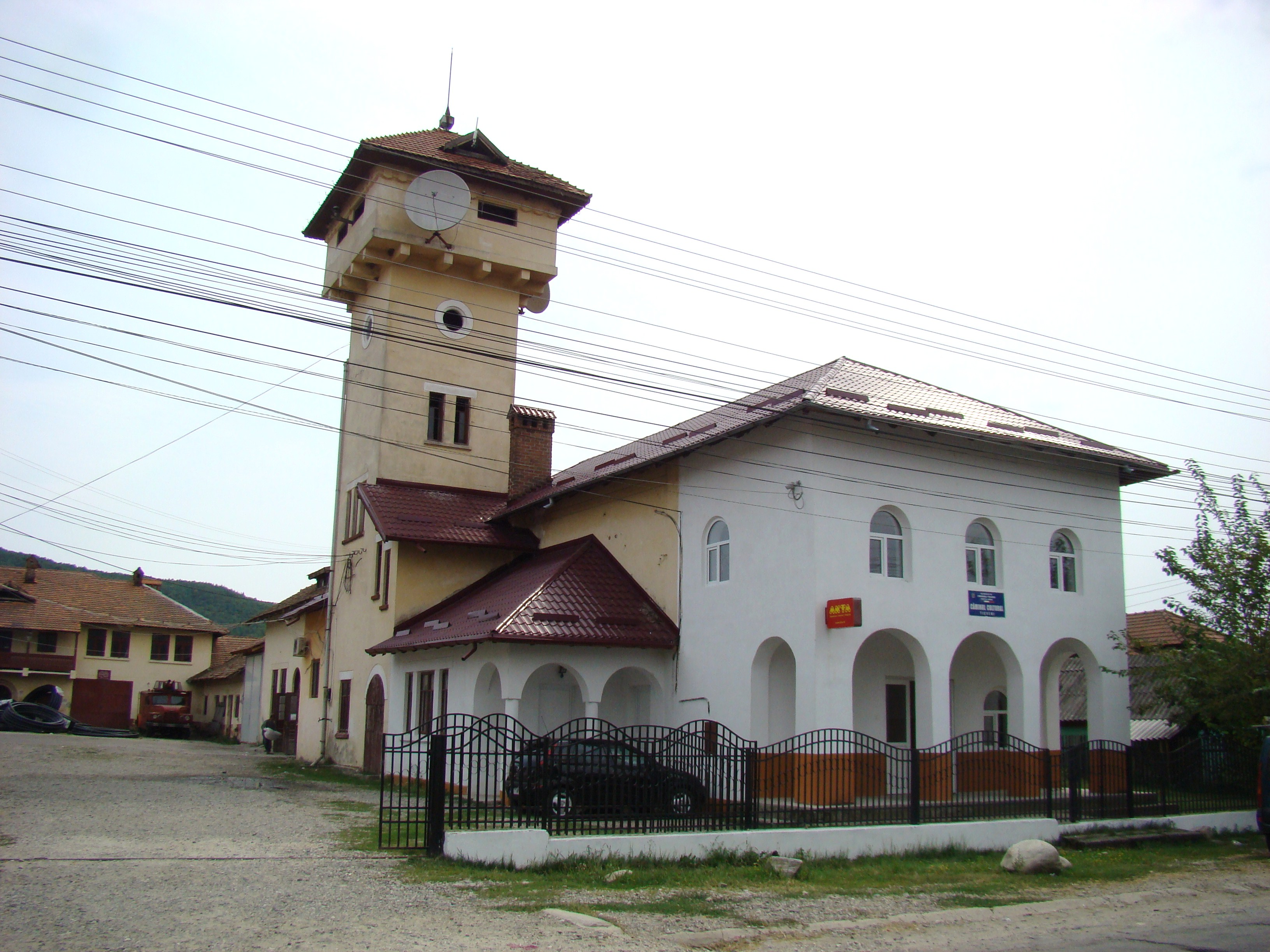
Căminul cultural
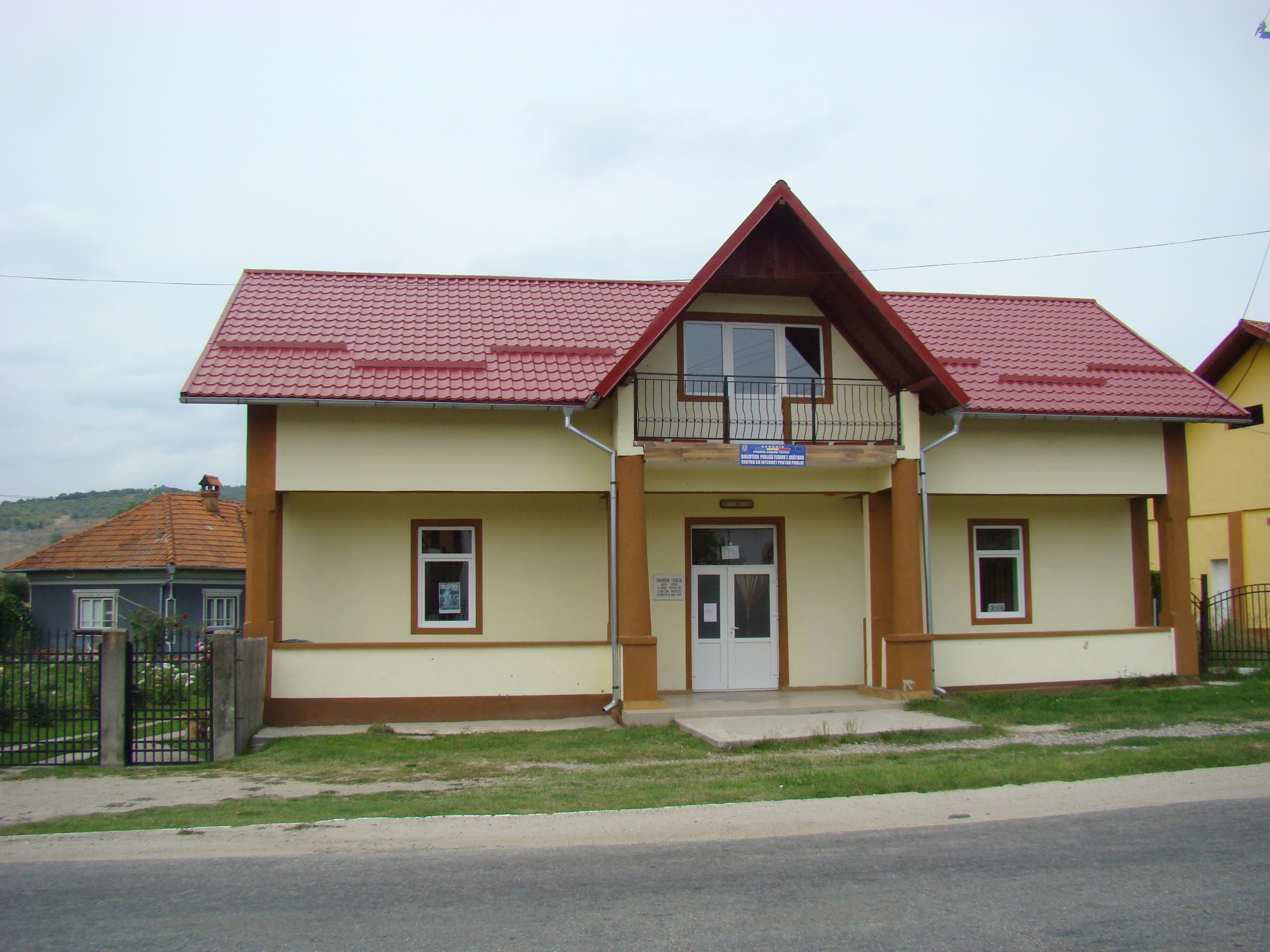
Biblioteca comunală „Teodor Brătianu”
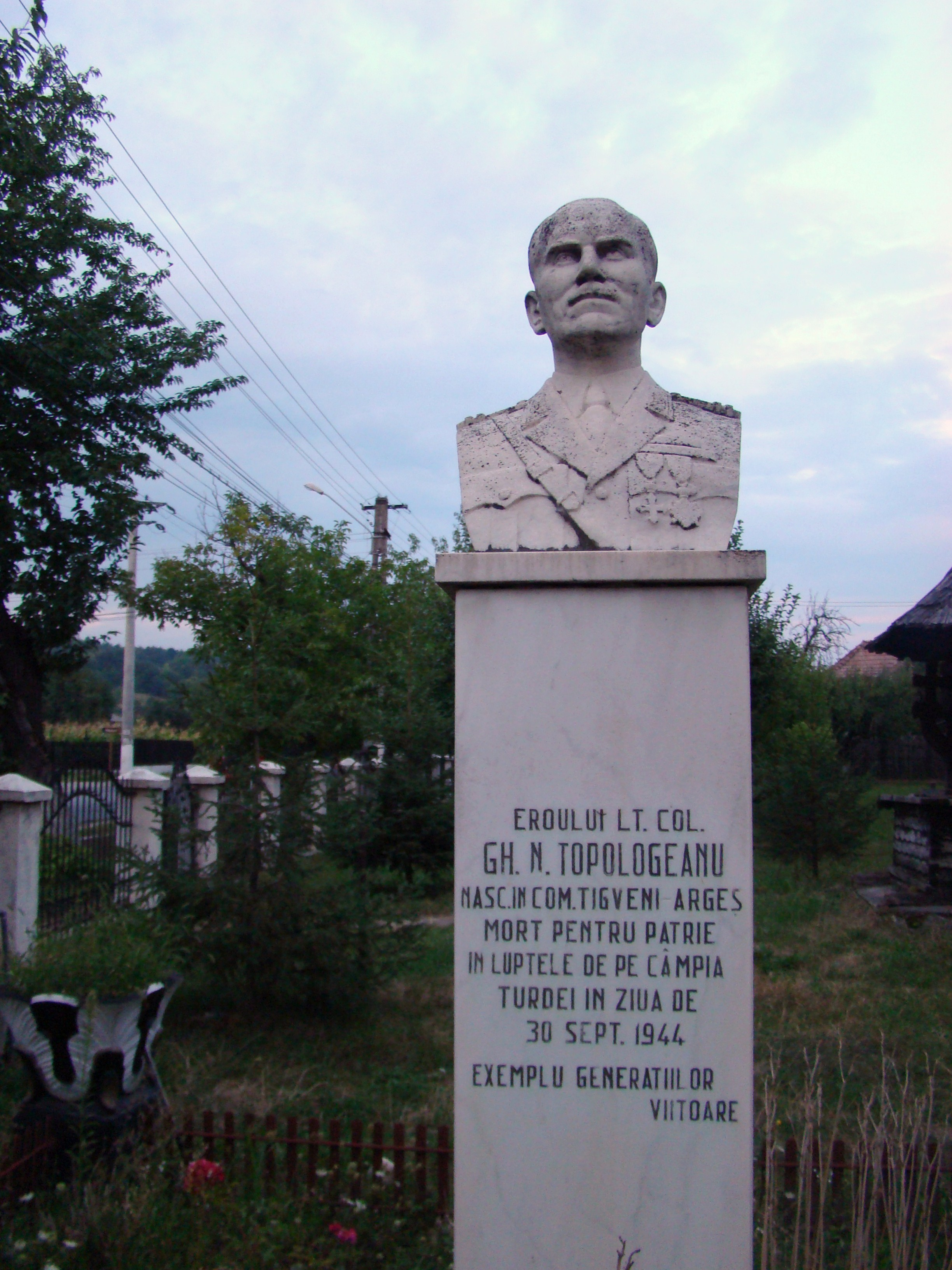
Bustul eroului lt.col.Gh.N.Topologeanu
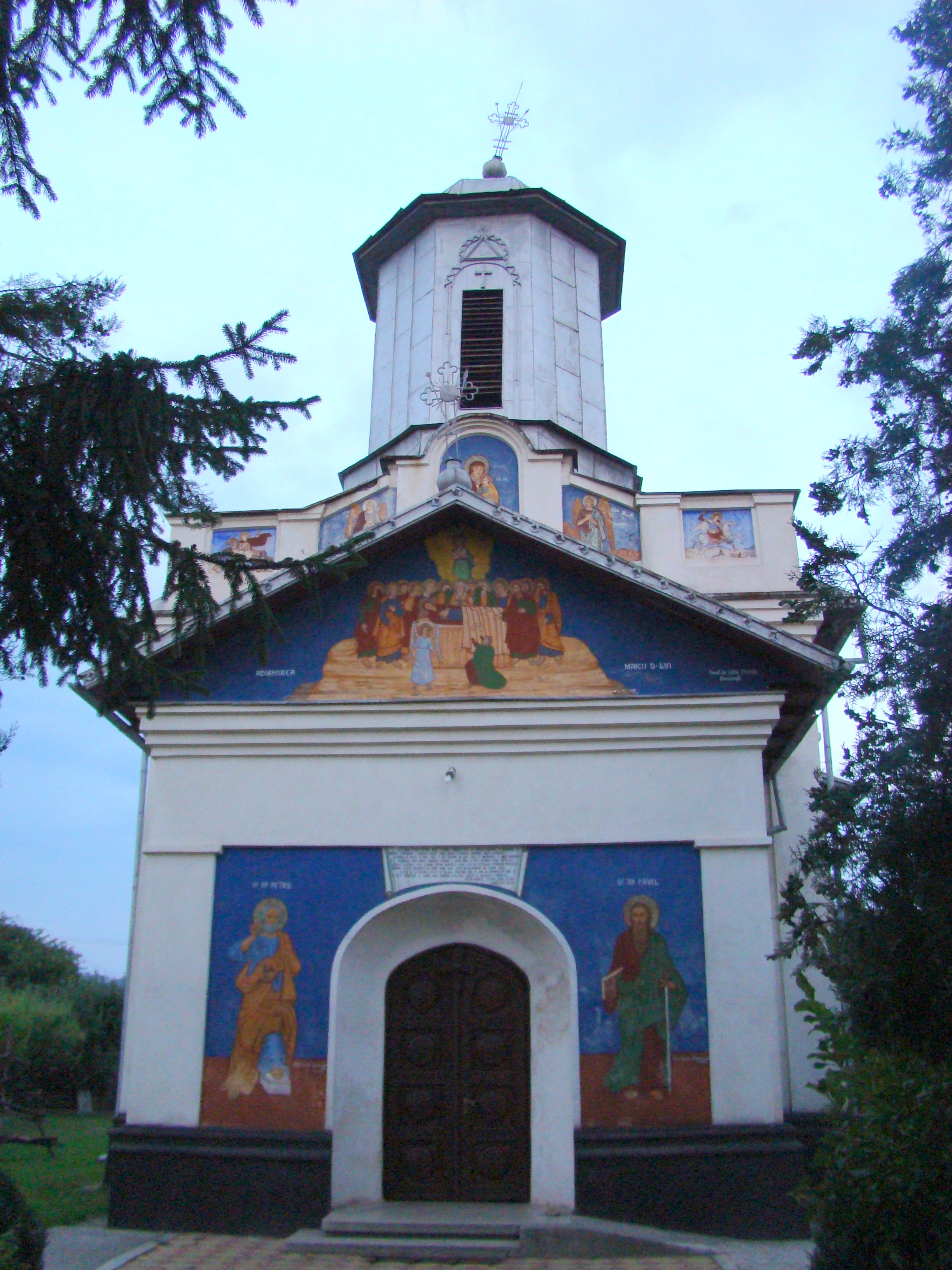
Biserica „Adormirea Maicii Domnului”